# Der große Bluff (1933)
Der große Bluff ist der Titel einer Krimi-Komödie, die Georg Jacoby 1932/33 für die T. K. Tonfilm GmbH aus Berlin realisierte. Das Drehbuch verfassten Walter Wassermann und Walter Schlee nach einer literarischen Vorlage, dem gleichnamigen Bühnenstück von Adolf Schütz und Fred Heller aus dem Jahre 1926.
Mit Darstellerinnen wie Betty Amann, Lee Parry und Adele Sandrock und Darstellern wie Hugo Fischer-Köppe, Paul Hörbiger, Theo Lingen, Harald Paulsen und Otto Wallburg war der Film publikumswirksam prominent besetzt.

## Handlung
Bei einem spektakulären Einbruch in die Villa des Filmstars Marion Milner fällt den Juwelenräubern zum Glück nur die Imitation des wertvollen Schmucks in die Hände. Die Polizei vermutet als Täter den berüchtigten Meisterdieb Silver-Jim, hinter dem sie schon lange her ist.
Dem Filmproduzenten Otto Pitt, der gerade einen Kriminalfilm dreht, kommt die Aufregung um den Einbruch durchaus zupass, erhofft er sich doch davon eine zusätzliche Gratisreklame für sein Projekt. Die Hauptrolle des Meisterdiebes will unbedingt ein unbekannter Schauspieler bekommen, der sich Pitt förmlich aufdrängt. Pitt engagiert ihn tatsächlich, weil er ihn für den echten Silver-Jim hält. Gleichzeitig beauftragt er eine Detektivin, auf ihn aufzupassen. Doch diese verliebt sich in ihn. Da schlägt Silver-Jim erneut zu…

## Produktionsnotizen
Der Tonfilm wurde von Carl Drews photographiert und von Hanne Kuyt geschnitten. Erich Czerwonski schuf das Bühnenbild. Emil Specht war der Tonmeister. Eugen Klagemann schoss die Standphotos.
Die Filmmusik komponierte Franz Grothe, die Gesangstexte dichtete Fritz Rotter.
Im Film wurden gesungen:
1. Ich bin der Liebling der Polizisten. Slowfox (Grothe – Rotter)
2. Es ist alles Komödie! Paso doble (Grothe – Rotter)
3. Man sagt ‚Ich liebe dich‘. Boston (Grothe – Rotter)

Die Tonfilmschlager, die beim Musikverlag Beboton in Hamburg erschienen, wurden in der Interpretation prominenter Künstler auch auf Grammophonplatten veröffentlicht:
Growo Nr. 501 (Matrizennummer: 12 762) Nr. 2 Ich bin der Liebling der Polizisten. Slowfox a.d. Tonfilm “Der grosse Bluff”. Musik Franz Grothe, Text Fritz Rotter. Jazz-Sinfonie-Orchester mit Refraingesang.
Clangor Nr. T 4262 (Matrizennummer: 12 762) Nr. 2  Ich bin der Liebling der Polizisten. Slowfox a.d. Tonfilm “Der grosse Bluff”. Musik Franz Grothe, Text Fritz Rotter. Géza Balasz mit seinem Jazz-Orchester, mit Refraingesang.
Telefunken A 1355 (Matrizennummer: 18993) Es ist alles Komödie! Paso doble aus dem Tonfilm „Der große Bluff“ (Musik: Franz Grothe - Text: Fritz Rotter) Barnabás von Géczy mit Orchester und Refraingesang.
Electrola EG 2720 / 60-2192 (Matrizennummer: E-OD 1363-1)  Es ist alles Komödie! Paso doble aus dem Tonfilm „Der große Bluff“ (Grothe - Text: Rotter) Marek Weber und sein Orchester; Tanz-Orchester mit Refraingesang.
Kristall Electro 3323 (Matrizennummer: C 2443) Es ist alles Komödie! Paso-doble a. d. Tonfilm „Der große Bluff“ (Grothe - Rotter) Oscar Joost und sein Orchester. Refrain: Kurt Mühlhardt.
Odeon A 254 049 a (Matrizennummer: Be 10125) Man sagt: „Ich liebe dich“, Boston aus „Es ist alles Komödie“ (Musik: Franz Grothe, Text: Fritz Rotter) / b (Matrizennummer: Be 10146) Es ist alles Komödie, Paso-doble aus dem gleichnamigen Tonfilm / (Musik: Franz Grothe, Text: Fritz Rotter) Dajos Béla Tanzorchester. Mit Gesang: Luigi Bernauer. Made in Austria.
Der Film lag der Reichsfilmzensur am 13. Dezember 1932 zur Begutachtung vor. Die Uraufführung war am 2. Februar 1933 in Berlin.
Der Film wurde auch in Österreich, Ungarn und der Tschechoslowakei gezeigt, er lief auch in Schweden (als Skottet i natten) und den USA (als The Big Bluff), dort allerdings erst ab 5. September 1937.
In Österreich bekam er den Titel “Schüsse in der Nacht”, daneben aber, nach dem zweiten Schlager aus dem Film, auch noch den Titel “Alles ist Komödie”, ebenso in Ungarn (Minden csak Komédia);  in der Czechoslowakei hieß er “Das Smaragd-Kollier”.
Unter dem Titel Le grand bluff entstand 1933 unter der Regie von Maurice Champreux auch eine französische Version des Films.
Der Film “Der große Bluff” von 1932/33 ist nicht zu verwechseln mit dem amerikanischen Tonfilm Destry Rides Again von George Marshall aus dem Jahre 1939, der in Deutschland ebenfalls den Titel „Der große Bluff“ bekam. James Stewart und Marlene Dietrich spielten in der Western-Komödie, deren Lieder Friedrich Hollaender komponierte, die Hauptrollen.
Wiederaufführung
Das Fernsehen der DDR strahlte den Tonfilm Der große Bluff von 1932 in seinem Programm DFF 1 am 21. Dezember 1964 aus.